# Oskar von Bülow
Oskar Robert Arthur von Bülow (Breslavia, 11 settembre 1837 – Heidelberg, 19 novembre 1907) è stato un giurista tedesco. Fu uno dei maggiori esperti di diritto processuale civile della sua epoca. Dal 1867 fu professore associato presso l'Università di Giessen e lì guadagnò la cattedra di diritto romano e diritto processuale civile, che ricoprì fino al 1872.
A Oskar von Bülow viene attribuita l'elaborazione generale del principio di preclusione da Giuseppe Chiovenda, come ripercorso da Antonio Carratta.

## Opere
- Legge ed ufficio del giudice (1855)